# Анвар, Саед
Саед Анвар (англ. Saeed Anwar, 14 октября 1943, Шейхупура, Британская Индия — 15 июля 2004, Шейхупура, Пакистан) — пакистанский хоккеист (хоккей на траве), полузащитник. Олимпийский чемпион 1968 года, серебряный призёр летних Олимпийских игр 1964 и 1972 годов.

## Биография
Саед Анвар родился 14 октября 1943 года в индийском городе Шейхупура (сейчас в Пакистане).
В 1964 году вошёл в состав сборной Пакистана по хоккею на траве на Олимпийских играх в Токио и завоевал серебряную медаль. Играл на позиции полузащитника, провёл 8 матчей, мячей не забивал.
В 1966 году в составе сборной Пакистана завоевал серебряную медаль хоккейного турнира летних Азиатских игр в Бангкоке.
В 1968 году вошёл в состав сборной Пакистана по хоккею на траве на Олимпийских играх в Мехико и завоевал золотую медаль. Играл на позиции полузащитника, провёл 9 матчей, мячей не забивал.
В 1969 году получил от президента Пакистана награду Pride of Perfomance.
В 1970 году в составе сборной Пакистана завоевал золотую медаль хоккейного турнира летних Азиатских игр в Бангкоке.
В 1972 году вошёл в состав сборной Пакистана по хоккею на траве на Олимпийских играх в Мюнхене и завоевал серебряную медаль. Играл на позиции полузащитника, провёл 9 матчей, забил 3 мяча (два в ворота сборной Франции, один — Малайзии).
В 1964—1972 годах провёл за сборную Пакистана 112 матчей, забил 10 мячей.
Умер 15 июля 2004 года в Шейхупуре.